# Tebabui (Ort)
Tebabui ist ein osttimoresischer Ort im Suco Tebabui (Verwaltungsamt Bobonaro, Gemeinde Bobonaro). Das Dorf liegt im Norden der Aldeia Tebabui, auf einer Meereshöhe von 777 m. Die Gebäude gruppieren sich entlang der Überlandstraße von Maliana nach Atsabe und der von dieser nach Südosten abzweigende Straße. Im Westen begrenzt den Ort der Fluss Babalai, der zum System des Lóis gehört. Im Norden reicht das Dorf Tebabui bis zu einem Nebenfluss des Babalais. Östlich erhebt sich der Lolo Tebabui (894 m).
Das Ortszentrum befindet sich an der Nordspitze des Dorfes, wo die beiden Straßen aufeinander treffen. Etwas südöstlich davon liegt der Friedhof der Aldeia.